# Abdelmalek Cherrad
Abdelmalek Cherrad (ar. عبدالمالك شراد, ur. 14 stycznia 1981 w La Tronche) – algierski piłkarz grający na pozycji napastnika.

## Kariera klubowa
Cherrad urodził się we Francji w rodzinie pochodzenia algierskiego. Karierę piłkarską rozpoczął w klubie OGC Nice. Do kadry pierwszego zespołu został włączony w 1998 roku, a 2 grudnia tamtego roku zadebiutował w nim, w zremisowanym 0:0 meczu Ligue 2 z CS Sedan. W 2002 roku awansował z Nice z Ligue 2 do Ligue 1. W klubie z Nicei występował do 2004 roku, jednak więcej meczów rozegrał w drugim zespole w czwartej lidze francuskiej niż w pierwszej drużynie. Jesienią 2004 był wypożyczony z Nice do belgijskiego KAA Gent.
Na początku 2005 roku Cherrad przeszedł do innego pierwszoligowca, SC Bastia. W klubie z Korsyki zadebiutował 26 stycznia 2005 w przegranym 1:4 wyjazdowym spotkaniu z AJ Auxerre. Wiosną tamtego roku spadł z Bastią do drugiej ligi, a w 2007 roku wyjechał do Algierii i grał w ówczesnym zespole mistrza kraju, MC Algier. W 2008 roku wrócił do Francji i ponownie grał w Bastii.
W 2009 roku Cherrad został piłkarzem AC Arles, w którym po raz pierwszy wystąpił 7 sierpnia 2009 w meczu z Clermont Foot (2:1) i w debiucie zdobył gola. Na początku 2010 roku Algierczyk odszedł do portugalskiego CS Marítimo. Grał też w CF Os Belenenses i rezerwach Grenoble Foot 38.
| Sezon   | Klub             | Kraj       | Rozgrywki             | Mecze | Bramki |
| ------- | ---------------- | ---------- | --------------------- | ----- | ------ |
| 1998/99 | OGC Nice         | Francja    | Ligue 2               | 3     | 0      |
| 1998/99 | OGC Nice B       | Francja    | CFA                   | 8     | 5      |
| 1999/00 | OGC Nice         | Francja    | Ligue 2               | 8     | 0      |
| 1999/00 | OGC Nice B       | Francja    | CFA                   | 18    | 3      |
| 2000/01 | OGC Nice B       | Francja    | CFA                   | 27    | 20     |
| 2001/02 | OGC Nice         | Francja    | Ligue 2               | 22    | 1      |
| 2001/02 | OGC Nice B       | Francja    | CFA                   | 14    | 10     |
| 2002/03 | OGC Nice         | Francja    | Ligue 1               | 25    | 5      |
| 2003/04 | OGC Nice         | Francja    | Ligue 1               | 19    | 3      |
| 2004/05 | KAA Gent         | Belgia     | Eerste Klasse         | 6     | 2      |
| 2004/05 | SC Bastia        | Francja    | Ligue 1               | 8     | 0      |
| 2005/06 | SC Bastia        | Francja    | Ligue 2               | 8     | 0      |
| 2006/07 | SC Bastia        | Francja    | Ligue 2               | 21    | 7      |
| 2007/08 | MC Algier        | Algieria   | Championnat d'Algérie | 10    | 2      |
| 2008/09 | SC Bastia        | Francja    | Ligue 2               | 14    | 2      |
| 2009/10 | AC Arles         | Francja    | Ligue 2               | 9     | 1      |
| 2009/10 | CS Marítimo      | Portugalia | Primeira Liga         | 1     | 0      |
| 2010/11 | CS Marítimo      | Portugalia | Primeira Liga         | 5     | 0      |
| 2010/11 | CF Os Belenenses | Portugalia | Segunda Liga          | 1     | 0      |

## Kariera reprezentacyjna
W reprezentacji Algierii Cherrad zadebiutował 12 lutego 2003 roku w przegranym 1:3 towarzyskim meczu z Belgią. W 2004 roku w Pucharze Narodów Afryki 2004 rozegrał 4 mecze: z Kamerunem (1:1), z Egiptem (2:1), z Zimbabwe (1:2) i ćwierćfinałowy z Marokiem (1:3 i gol w 84. minucie). Od 2003 do 2007 roku rozegrał w kadrze narodowej 18 spotkań i strzelił 7 goli.